# ピンキージョーンズ
「ピンキージョーンズ」は、2010年11月10日に発売された、ももいろクローバーの2枚目のシングル。

## 収録曲解説

### ピンキージョーンズ
作詞：村野直球 / 作曲・編曲：NARASAKI
歌詞・動画 - 歌ネット
「冒険ツアーだ」という歌い出しが象徴するように、世界観のヒントとなっているのは映画『インディージョーンズ』であり、ももいろ（クローバー）を意味する「ピンク」とかけ合わせたタイトルになっている。「チャパ族」という設定の衣装と、シタール・スチールドラム・ガムラン・パンパイプ等の民族楽器を用いた音色が特徴。作曲のNARASAKIは以下のように述べている。

最初は中国で次フランスだったりとか、カリブ海のスティールパンもあるし、アンデス民謡もあるし、スコットランドもあって……インドもあるか。そういうものをうまく使って世界一周みたいな。民族音楽が好きなんで。ちょっと奇天烈なことをやろうかなみたいなことは最初からスタッフと相談してあって。
『CDジャーナル』は、「無国籍風なイントロから始まる彼女たちらしいゴキゲンでカオスなポップ・チューン」と評した。
楽曲終盤のCメロでは、当時のメンバー6人の名前が歌詞中に散りばめられている。早見あかりが脱退した後の5人バージョンは、アルバム『バトル アンド ロマンス』に収録（ただし「アカリ照らせどこまでも」の歌詞は変更されず歌い継がれている）。サビの「逆境こそがチャンスだぜぃ」という歌詞が特徴的であり、「オズフェスト#ももいろクローバーZ出演の波紋」の様なアウェイの状況で曲目に組み込まれることがある。
テレビアニメ『ヨスガノソラ』エンディングテーマ。歌詞中に「ヨスガを頼りにして」というフレーズも登場する。グループの楽曲がテレビアニメの主題歌として起用されるのは初。
発売記念イベントがサンシャインシティにて、「アイドル桶狭間 池袋の陣 ～いざサンシャイン～」として開催された。メンバーとファンが鎧兜をまとって「アイドル戦国時代」と言われる状況を勝ち抜くことを誓い合い、このことが熱狂的ファンの総称であるモノノフという呼び方につながったとされる。
2014年には、福岡ソフトバンクホークス・柳田悠岐の登場曲として採用された。
2023年には、「ピンキージョーンズ -ZZ ver.-（ダブルゼータ バージョン）」を、2018年以降のメンバー4人体制バージョンとして制作（配信限定アルバム『ZZ’s III』に収録）。グループの結成15周年を記念して、15か国分の楽器を用いたアレンジとなった。

### ココ☆ナツ
作詞・作曲・編曲：前山田健一
歌詞・動画 - 歌ネット
この曲を手がけた前山田健一は当初、サビに別の歌詞を用意していたものの、「もっとインパクトを」というレーベル側からの要請に応え、ほぼ全て「コ」に変えたというエピソードがある。「ココココーココッコッコー…」という歌詞に合わせて、ニワトリの格好をしながら輪になって踊る「ココナツ・サークル」がダンスの特徴である。シングルトラックとしてのゴールド認定を受けている（10万ダウンロード）。
ミュージックビデオは福島県のスパリゾートハワイアンズで撮影された（監督は河谷英夫）。しかし、同施設は翌年の東日本大震災で被災し休業。その後営業が再開された際には、ももクロ側が「お世話になった恩返しをしたい」と申し出て、フリーライブ『ももいろクローバーZ きずなライブ2012〜がんばっぺ いわき〜』を開催した。
グループ初主演映画『シロメ』主題歌。子供向けCD『ひろみち＆たにぞうの運動会デラックス!』では体操のお兄さん・佐藤弘道らによるカバーが収録されている。また、「レコチョク」限定で佐々木彩夏のみ着うたフルのソロバージョンが配信されていた。同サイトにてダウンロードキャンペーンを展開し、最もダウンロードされたメンバーのものを正式配信するという方式で決定。他メンバーは着うたのみ配信されていた。
2021年には、ダウンタウンももクロバンドの宗本康兵が編曲を担当してアレンジを一新した「ココ☆ナツ -ZZ ver.-（ダブルゼータ バージョン）」を、2018年以降のメンバー4人体制バージョンとして制作。シングル「stay gold」に収録された。

### キミとセカイ
作詞：松田綾子 / 作曲・編曲：AKIRASTAR
歌詞・動画 - 歌ネット
アニメにおける「セカイ系#東浩紀らの定義によるセカイ系」の概念に基づく作詞がなされている。収録はグループ初のバンド生演奏を採用した（ギター：知野芳彦、ベース：AKIRASTAR、ドラム：石井悠也、コーラス：AYAMI）
本人たちも出演していた日本テレビ『アイドルちん』のエンディングテーマ。
当時公開されていたミュージックビデオは、無表情のメンバーが最初から最後までほとんどアイスを食べているだけという奇抜なものであった。

## トラックリスト

### 初回限定盤
1. ピンキージョーンズ [4:13]
2. ココ☆ナツ [4:08]
3. キミとセカイ [4:04]
4. ピンキージョーンズ（off vocal ver）
5. ココ☆ナツ（off vocal ver）
6. キミとセカイ（off vocal ver）

DVD：ピンキージョーンズ（ミュージック・ビデオ）  ※初回限定盤A
DVD：ココ☆ナツ（ミュージック・ビデオ）  ※初回限定盤B
DVD：キミとセカイ（ミュージック・ビデオ）  ※初回限定盤C

### 通常盤
1. ピンキージョーンズ
2. ココ☆ナツ
3. キミとセカイ
4. ピンキージョーンズ（off vocal ver）
5. ココ☆ナツ（off vocal ver）
6. キミとセカイ（off vocal ver）

## カバー
ピンキージョーンズ
- 北条加蓮（渕上舞）・五十嵐響子（種﨑敦美）・高森藍子（金子有希） - ゲーム『アイドルマスター シンデレラガールズ スターライトステージ』収録曲。ももクロメンバーの名前が歌詞に織り込まれている箇所は、上記の歌唱者に合わせてアレンジされている。『THE IDOLM@STER CINDERELLA GIRLS STARLIGHT MASTER R/LOCK ON! 07 ストリート・ランウェイ』にフルバージョンを収録。

ココ☆ナツ
- 佐々木千枝（今井麻夏）・龍崎薫（春瀬なつみ）・的場梨沙（集貝はな）・遊佐こずえ（花谷麻妃） - ゲーム『アイドルマスター シンデレラガールズ スターライトステージ』収録曲。2023年3月1日発売の『THE IDOLM@STER CINDERELLA GIRLS STARLIGHT MASTER R/LOCK ON! 13 チカラ!イズ!ぱわー!!』にフルバージョンを収録。
- Pastel*Palettes［丸山彩（前島亜美）］ - ゲーム『バンドリ! ガールズバンドパーティ!』収録曲。